# Barrage de Chef Joseph
Le barrage de Chef Joseph (anglais : Chief Joseph Dam) est un barrage hydroélectrique sur le fleuve Columbia dans l'État de Washington, aux États-Unis. Il est nommé d'après Chef Joseph des Nez-Percés.
Avec une puissance installée de 2 620 MW, il s'agit du deuxième barrage hydroélectrique le plus important des États-Unis, loin derrière le barrage de Grand Coulee (6 809 MW), construit immédiatement en amont sur le Columbia. Il est haut de 72 mètres et long de 1 817 m, avec une forme en coude atypique.
Sa centrale hydroélectrique dispose de 27 turbines Francis verticales, mises en service entre 1961 (16 unités) et 1979 (11 unités),. Le débit d'équipement de l'ouvrage est de 6 031 m3/s, sur une hauteur de chute de 54 mètres. Sa production électrique s'est élevée à 10,68 TWh/an en moyenne sur 2007-2009, et à 12,52 TWh en 2012. Bien que disposant d'un réservoir de 636 millions de m3, elle reste généralement considérée comme une centrale au fil de l'eau, la plus puissante du monde.
En plus de la production hydroélectrique, le barrage de Chef Joseph permet secondairement l'irrigation d'environ 12 000 hectares de terres.